# Zastražišće
Zastražišće är en ort i Kroatien.   Den ligger i länet Dalmatien, i den södra delen av landet, 300 km söder om huvudstaden Zagreb. Zastražišće ligger 163 meter över havet och antalet invånare är 230.
Terrängen runt Zastražišće är varierad.  Närmaste större samhälle är Jelsa, 11,7 km väster om Zastražišće.